# SuperWASP
El proyecto SuperWASP (Wide Angle Search for Planets) (Búsqueda de Gran Angular de Planetas) es una búsqueda automatizada de planetas extrasolares a través del método de tránsito astronómico. Su objetivo final es cubrir todo el firmamento, analizando estrellas de hasta magnitud 15.

## Recursos

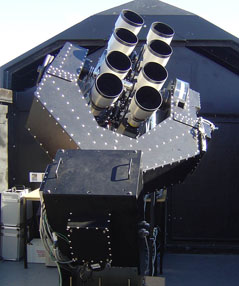
Telescopio del proyecto SuperWASP-South
Fotografía de David Anderson

Consta de dos observatorios robóticos, SuperWASP-North que se encuentra en el Observatorio del Roque de los Muchachos, en la isla La Palma de las Islas Canarias y SuperWASP-South en el Observatorio Astronómico Sudafricano, en Sudáfrica.
Cada observatorio consiste de un conjunto de ocho lentes Canon 200mm f1.8, respaldados por cámaras CCD de alta calidad de 2000x2000 pixeles de resolución. El gran campo de visión de los lentes les entrega un campo de visión importante, justo por debajo de los 500 grados cuadrados por posición.

## Técnica
Los observatorios continuamente monitorean el cielo, tomando imágenes aproximadamente una vez por minuto, entregando hasta 100 gigabytes de información por noche. 
En el análisis de la información se mide la intensidad del brillo de las estrellas, buscando pequeñas caídas de luminosidad. Estas caídas pueden indicar el paso por frente de la estrella de un planeta. Si se encuentra una periodicidad en las caídas de intensidad, se ajusta un modelo matemático a los datos, para determinar si se trata de un objeto solitario o de un sistema.
Normalmente con este método de búsqueda los planetas que se logra localizar son gigantes gaseosos similares a Júpiter, (que logren opacar el brillo de su estrella) que tengan órbitas muy cercanas, de modo que su periodo orbital sea suficientemente pequeño como para detectar varios tránsitos en una escala humana de trabajo (Por ejemplo, WASP-1b tiene un periodo orbital de solo 2,52 días terrestres, a diferencia del de Júpiter de 11.86 años terrestres). A este tipo de planeta se los denomina comúnmente Júpiter caliente, ya que presentan temperaturas atmosféricas de más de 5000 K.

## Administración
SuperWASP es operado por un consorcio de ocho instituciones académicas, entre las que se incluyen:
- El Instituto de Astrofísica de Canarias
- El Grupo de telescopios Isaac Newton
- La Universidad Keele
- La Universidad de Leicester
- La Open University
- La Queen's University Belfast
- La Universidad de St. Andrews.

## Descubrimientos
El 26 de septiembre de 2006 se reportó los primeros descubrimientos del equipo de trabajo: WASP-1b y WASP-2b, ambos descubiertos en el observatorio de La Palma. Luego, en octubre de 2007 se reportó el descubrimiento de tres gigantes gaseosos más: WASP-3b, WASP-4b y WASP-5b. Todos estos últimos tienen periodos de orbitales de alrededor de dos días, y deben tener temperaturas superficiales mayores a los 2000 Kelvin. WASP-4b y WASP-5b fueron descubiertos por las cámaras sudafricanas del proyecto, y WASP-3b por las canarianas, lo que hace del proyecto SuperWASP el único que ha descubierto exoplanetas en ambos hemisferios.
Se ha anunciado el descubrimiento de 10 planetas más en 2008, pero no se ha entregado información sobre su posición en el firmamento, sólo su distancia a la Tierra. 

## 1SWASP J140747.93-394542.6
El descubrimiento del sistema J1407 y sus eclipses inusuales fueron informados por primera vez por un equipo liderado por el astrónomo Eric Mamajek de la Universidad de Rochester en 2012. La existencia y los parámetros del sistema de anillos alrededor del compañero subestelar J1407b se dedujeron de la observación de un Muy largo y complejo eclipse de la anteriormente anónima estrella J1407 durante un período de 56 días durante abril y mayo de 2007. El compañero de baja masa J1407b ha sido referido como "Saturno con esteroides"  o "Super Saturno"  debido a su sistema masivo de anillos circunplanetarios con un radio de aproximadamente 90 millones de km (0.6 AU).Se estima que el período orbital del compañero anillado J1407b es alrededor de una década (limitado a 3.5 a 13.8 años), y su masa más probable es de aproximadamente 13 a 26 masas de Júpiter, pero con una incertidumbre considerable. El cuerpo anillado puede descartarse como una estrella con masa de más de 80 masas de Júpiter con una confianza superior al 99%.El sistema de anillos tiene una masa estimada similar a la de la Tierra.  Una brecha en el sistema de anillos a unos 61 millones de km (0,4 UA) desde su centro se considera una evidencia indirecta de la existencia de un exóluna con masa de hasta 0,8 masas de la tierra.